# Ligula
|  | No s'ha de confondre amb lígula. |

Ligula era una mesura romana de capacitat equivalent a uns quarta part d'un cyathus segons diu Plini el Vell, i, per tant, contenia 0,0115 litres. Representava una cullerada, com també la representava la concha, però tenia una forma més llarga i estreta. La paraula podria derivar de lingula (llengüeta, llengua petita), per la seva forma. Tenia diversos usos a més d'unitat de mesura: s'utilitzava per netejar recipients petits i estrets o per menjar gelea i altres llaminadures.
La paraula Ligula era també usada per indicar una llengua de pell d'una sabata romana.